# Roger Blàvia
Roger Blàvia  (* 26. Februar 1963 in Barcelona; †  3. November 2017 in Barcelona) war ein spanischer Perkussionist und Schlagzeuger.

## Leben und Wirken
Blàvia lernte seine Instrumente als Autodidakt; er arbeitete seit 1978 in seiner Geburtsstadt mit verschiedenen Instrumentalgruppen. Er begleitete Flamenco-Gitarristen und Singer-Songwriter wie La Fura dels Baus, Moncho oder Diego Cortés. Zwischen 1986 und 1993 lebte er in der Schweiz, wo er als Musiker tätig war. U. a. trat er mit Christoph Stiefel in Tamanduà auf.
Zurück in Barcelona spielte er in mehreren Flamenco-Jazz-Projekten, seit 2003 vor allem im Trio von Carles Benavent (mit Jordi Bonell), aber auch mit dem Kitflus Kuartet und zuletzt mit dem eigenen Projekt Rhythm Complicity (2012). Zudem war er Mitglied der Liveband von Joan Manuel Serrat. Des Weiteren war Blàvia unter anderem Studiomusiker von Miguel Poveda, Pedro Javier González, Manolo García, Santiago Auserón, Paul Carrack, Marcelo Mercadante, Rafael Catalá, Duquende, Chicuelo oder Maria del Mar Bonet. Er arbeitete auch mit dem Komponisten und Arrangeur Joan Albert Amargós bei dessen Aufnahmen mit Estrella Morente, Alfredo Kraus, Miguel Poveda oder Joan Manuel Serrat. Darüber hinaus ist Blàvia in Produktionen mit Freddie Hubbard und Raul de Souza zu hören.
Die Associació de Músics de Jazz i Musica Moderna de Catalunya zeichnete ihn 2001 und 2002 als „Bester Perkussionist des Jahres“ aus. Roger Blàvia verstarb im November 2017 im Zuge einer Lebertransplantation in seiner Geburtsstadt Barcelona.